# 湯浅広川消防組合
湯浅広川消防組合（ゆあさひろがわしょうぼうくみあい）は和歌山県有田郡湯浅町、広川町の2町により組織される一部事務組合（消防組合）である。消防本部は湯浅町に置かれている。

## 概要
- 消防本部：和歌山県有田郡湯浅町大字青木670
- 管内面積：86.11km2
- 職員定数：４8人
- 消防署８カ所
- 主力機械（2023年4月1日現在）
  - 普通消防ポンプ自動車：1
  - 水槽付消防ポンプ自動車：1
  - 高規格救急自動車：2
  - 救助工作車：1
  - 水難救助車：1
  - 小型動力ポンプ軽積載車：1
  - 広報車：1
  - 人員搬送車：1

## 沿革
2015年4月庁舎を現在地に移転した。

## 消防署
| 消防署                 | 住所                        |
| ---------------------- | --------------------------- |
| 湯浅広川消防組合消防署 | 有田郡湯浅町大字青木670番地 |